# Fritz Rott (Synchronsprecher)

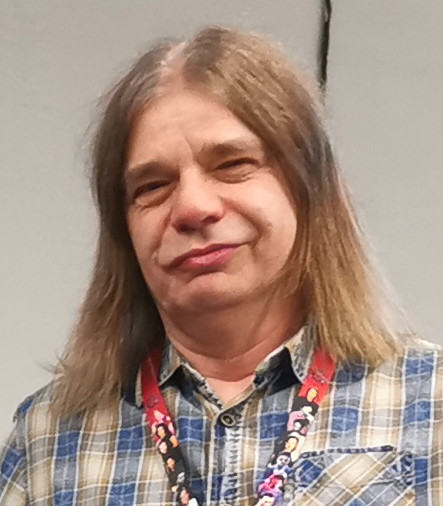
Fritz Rott bei der German Comic Con (2022)

Friedhelm „Fritz“ Rott (* 9. Juni 1959 in Essen) ist ein deutscher Synchronsprecher, Hörspielsprecher, Synchronregisseur und Dialogbuchautor.

## Laufbahn
Nach dem Abitur 1979 studierte Rott von 1981 bis 1988 Germanistik und Musik auf Lehramt an der Universität Essen. Seit 1991 ist er freiberuflich als Synchronsprecher, Dialogbuchautor, Regisseur und Komponist tätig. Rott wurde einem breiteren Publikum bekannt, nachdem er am 16. November 2011 als neue Stimme von Patrick Star in der Zeichentrickserie SpongeBob Schwammkopf genannt worden war. Diese Rolle übernahm er ab der 8. Staffel von Marco Kröger. Nachdem Rott knapp über vier Jahre zwischen Essen und Berlin gependelt war, entschloss er sich 2011, fest nach Berlin zu ziehen. Dort ist er mittlerweile auch als Dialogbuchautor und -regisseur tätig.
Ebenfalls bekannt ist Rott als Stimme von Drachenkrieger Po in der Serie Kung Fu Panda – Legenden mit Fell und Fu, für die er auch das Titellied einsang, sowie als Jack David Foster (gespielt von Sandy Jobin-Bevans) in Allein unter Jungs oder als Henry Morgan (gespielt von Ioan Gruffudd) in der TV-Serie Forever.
Im Animebereich ist Rott unter anderem in Fullmetal Alchemist, Fullmetal Alchemist Brotherhood, Free!, Hunter x Hunter, Death Note, Bleach und Fairy Tail zu hören.
Weiterhin ist er in Computerspielen zu hören, zum Beispiel in Harry Potter und die Heiligtümer des Todes (Teil 1) oder Der Herr der Ringe. Als Autor schrieb er unter anderem die Dialogbücher für die Serien Darker than Black und Black Cat. Zudem komponierte er die Musik für die Videoproduktion McFarlin.

## Synchronisation (Auswahl)
Bill Fagerbakke
- seit 2011: als Patrick Star in SpongeBob Schwammkopf (ab Staffel 8)
- 2015: als Patrick Star in SpongeBob Schwammkopf 3D
- 2020: als Patrick Star in SpongeBob Schwammkopf: Eine schwammtastische Rettung
- seit 2021: als Patrick Star in Kamp Koral: SpongeBobs Kinderjahre
- seit 2022: als Patrick Star in Die Patrick Star Show
- 2024: als Patrick Star in Rettet Bikini Bottom: Der Sandy Cheeks Film
- 2025: als Patrick Star in Plankton: Der Film

Kevin Zegers
- 2007: als John in The Stone Angel
- 2008: als Sean in 50 Dead Men Walking

### Filme
- 2006: Takehito Koyasu als Izuru Kira in Bleach – The Movie: Memories of Nobody
- 2007: Takahiro Sakurai als Izuru Kira in Bleach: The DiamondDust Rebellion
- 2009: Michael Hanus als Yayo in Damage
- 2013: Ian Hallard als Richard Martin in Ein Abenteuer in Raum und Zeit
- 2014: Terence Bridgett als Staggie Steyns in Kite – Engel der Rache
- 2018: Domhnall Gleeson als Mr. Jeremy Fisher in Peter Hase

### Serien
- 2004–2012: Takahiro Sakurai als Izuru Kira in Bleach
- seit 2010: Dave Hester in Storage Wars – Die Geschäftemacher
- 2011–2013: Sandy Jobin-Bevans als Jack David Foster in Allein unter Jungs
- 2011–2013: Randall Park als Martin Fukunaga in Supah Ninjas
- 2011–2016: Mick Wingert als Po in Kung Fu Panda – Legenden mit Fell und Fu
- 2013–2018: David Ury als Grüner Ghoul in Die Thundermans
- 2014–2015: Ioan Gruffudd als Dr. Henry Morgan in Forever
- 2016–2021: David Cross als Pete 'The Broker' Oakland in Goliath
- 2017: Alex Beckett als Jonno in The End of the F***ing World (Staffel 1, Folge 1 & 7)
- seit 2017: Andy Cohen als Andy Cohen in Riverdale
- seit 2018: Eric Bauza als Fozzie in Muppet Babies

## Hörspiele (Auswahl)
- 2013: Die Prinzessin und der Panda / Held und Helferlein. Das Original Hörspiel zur TV-Serie (Kung Fu Panda)
- 2020: Kai Meyer: Sieben Siegel (Audible-Hörspielserie, Staffel 1)